# Leptocladium
Leptocladium là một chi rêu trong họ Thuidiaceae.